# Батосек
Батосек (мађ. Bátaszék) је град у Мађарској, у јужном делу државе. Град управо припада Сексардском срезу жупаније Толна, са седиштем у Сексарду.

## Географија
Град Батосек се налази у јужном делу Мађарске. Од престонице Будимпеште град је удаљен око 175 километара јужно. Од најближег већег града Сексарда град је удаљен 18 километара јужно.
Град се налази у средишњем делу Панонске низије, у источној подгорини острвске планине Мечек. Дунав протиче 5 километара источно од насеља. Надморска висина места је око 90 m.

## Историја
Године 1853. у Батосеку се одржава вашар трипут годишње: 29.06.-01.07., 8. септембра и 28. новембра.
Априла 1862. био је трећи пут у току тог месеца пожар. Последњи пут је изгорело 44 куће у Батосеку.

## Срби у Батосеку
Срби се срећу у месту од Велике сеобе 1690. године. Они су увек били у малом броју и удаљени од остатка српског народа у Угарској, па већ крајем 19. века они постају ретки у овим крајевима.
У варошици "Батосјеку" је 1731. године забележено 17 српских православних домова. Број православних становника је 1796. године износио 316. Век касније, 1890. године избројано их је мање, тачније 262 душе.
Претплатник једне српске књиге био је 1822. године поп Михаил Маџаревић парох батосечки и намесник Мохачко-пољски.
Према проф. Гаврилу Витковићу број становника Срба у "Батосјеку" износио је 1847. године 242, а две деценије касније 1867. године ту је живело 297 православаца Срба.
По државном попису из 1865. године у општинама Батосеку, Алшо Нани (Доњој Нани) и Вардуму има 516 православних Срба, и то је парохија шесте најниже платежне класе. Године 1885. Батосјек је са парохијским филијалама Доњом Наноном и Варадоном у Мохачком изборном срезу, за црквено-народни сабор. У Батосјеку је тада 242 душе, а у филијалама 209.
Српска православна црква у месту је грађена у време царице Марије Терезије 1775., а посвећена је празнику Петровдану тј. Св. апостолима Петру и Павлу. Храм је обновљен 1904. године. Православно парохијско звање је основано 1777. године, од када се воде и црквене матрикуле.
Родио се 1822. године у Батосеку Јеремија Мађаревић "изабрани владика будимски", од оца Романа тамошњег пароха. Владика Јеремија је претходно деценијама био парох и "душепопечитељ" у више парохија, све док није децембра 1895. године постао епископ своје епархије. Као мирски свештеник он је био жењен, и пред посвећење био је окружни прота и парох Будимски. Владика је био тада удовац, са двоје деце од којих је син др Младен Мађаревић био "варошки физик будимпештански" тј. лекар. Владика Мађаревић је умро, после непуних годину дана седења на епископском трону, 1896. године.
Стручну Максимовићеву књигу о пчеластву, набавили су 1810. године поп Павел Завишић парох (и 1808) и Михаил Мажаревић учитељ батосечки. Српску књигу забавног карактера узели су да читају Срби из Батосека 1829. године. Били су то: Роман Маџаревић парох, Никола Волкашиновић учитељ, Станоје Милошевић локални школски директор и Георгиј Кадић ученик. Берићеву књигу о животу Исуса Христа набавили су неки читаоци из Батосека 1831. године. Били су то: Станоје Милошевић локални школски директор, Ефтимије Калић чизмар, Јован Стојковић ћурчија, Јефтимије Тодић земљеделац и скупљач претплате Никола Волкашановић учитељ. Мађарско-српску граматику узели су 1833. године у Батосеку: Григорије Николић месни школски директор и учитељ Николај Волкашиновић (Вукашиновић) за своје синове Василија и Серафима.
У Батосеку је осамдесетих година 19. века владало велико неповерење између мештана Срба и Мађара. Дешавали су се 1883. године бројни инциденти, пропраћени са лакшим и тежим повредама, током групних оружаних напада и туча.
Умро је 1899. године батосечки парох поп Василије Мостовић, рођен 1825. године. Спадао је у најобразованије свештенике у околини, јер је поред обавезне спреме, у Кечкемету завршио и "филозофију", а то је урадио још једино његов савременик парох из Помаза, Давид Бољарић. Поп Васа је мењао парохију док се није усталио у месту, где је живећи и радећи "пиштао од сиротиње као црв под кором". Поп Светозар Бољарић је 1906-1907. године администратор парохије у Батосеку. Поклонили су почетком 1906. године супружници Михајло Мађаревић земљеделац и његова супруга Милка, једно "свештеничко одјејаније" (одело) у вредности од 160 к. Јавно су им се захвалили учитељ Нестор и попа Бољарић.
Батосек је 1905. године велика општина у Сексардском срезу, Толњанске жупаније. Ту живи 7521 становник у 1456 домова, а Немци доминирају. Срба има мало; њих 202 православне душе (или 3%) са 42 куће. Од српских јавних здања помињу се православна црква и народна школа. Батосек је тада имао само пошту.
Почетком 20. века у Батосеку је српска црквена општина, скупштина је редовна под председништвом Мите Јанковића. Постоји српско православно гробље. Православна парохија је четврте класе, има парохијски дом и парохијску сесију од 26 кј. земље. Парох је поп Панта Хорват родом из Фехерцеглака, и ту је већ 13 година.
Учитељ у Батосеку 1823-1839. године био је Вукашин Павловић. Он је "чувен" по томе што је радио као српски народни учитељ чак 64 године, и то је најдужи радни стаж забележен у нашој просвети. Уча је 1887. године као исцрпљени старац од 82 године, молио црквено-школске власти за припомоћ. Са својом мизерном пензијом, издржавао је децу својих покојних синова, такође учитеља. Добио је некакво (додатно) доживотно издржавање, са 80 ф. годишње. Завршио је Сомборску препарандију 1866. године са довољним успехом Илија Савић из Батосека. Децембра 1883. године Српска вероисповедна школа у Батосеку је за дивно чудо добила на дар од угарске државе (надлежног министарства) - сва школска учила. Батосечки учитељ Александар Богосављевић је децембра 1883. године отишао из села, у Банат. Тражио се 1890. године огласом учитељ у Батосеку, којем је нуђен као основни приход онај од "14 јутара ораће земље на две дужи, дате на уживање, које је далеко од вароши". Понуђена годишња плата српском учитељу у месној школи износила је 1897. године 72 ф. у готовини, депутат у вредности 50 ф. и епархијска дотација од 60 ф. Изабран је за учитеља тада П. Срећковић. Међутим, већ у лето наредне 1898. године, опет је тражен учитељ у српској вероисповедној школи. Отворен је 1902. године стечај за упражњено "учитељско-певческо место" у Батосеку. Као привремен ступио је 1899. године на батосечку школску катедру учитељ Симеон Ластић. Од учитеља се тражило да поји у храму и децу обучава црквеном певању, са основном платом од 360 ф. (300 ф. за основну а 60 ф. за недељну школу) са додацима. За појање добија по 2 ф. од "парохијалних глава" (домаћина) којих је тада у парохији Батосек - 55. Сличан конкурс за новог учитеља је објављен и 1905. године. Школски управитељ је 1905. године, мештанин Матија Бојанин, а старатељ Лука Јанковић. Српска народна школа има једно здање грађено 1900. године. Бранко Парабак је извесно време био учитељ у месту. Учитељ је Цветко Кнежевић, родом из Српске Кањиже, тек је дошао и привремено намештен. Учитељица је Марија Михајловић родом из Новог Сада, служи више од три године. Редовну наставу је пратило 81 дете, а у недељну школу ишло 42 ученика старијег узраста. Нови учитељ 1907. године је Нестор Божин.
Приликом исељавања Срба из новоосноване Мађарске у матицу после Првог светског рата из села се иселило око 200 душа.
Срби у Батосеку су се 1922. године пријавили за опцију, ради пресељења у Краљевину СХС. Било их је 62 породице са 118 чланова. По другом списку из те године било је 64 породице са 110 чланова.
Српска православна црква у Батосеку срушена је 1958. године. По мишљењу старих мештана српска црква је срушена касније - 1967. године.

## Становништво
Према подацима из 2013. године Батосек је имао 6.380 становника. Последњих година број становника опада.
Претежно становништво у насељу чине Мађари римокатоличке вероисповести. Срба у насељу више нема, а српска православна црква је срушена.

## Галерија
- Римокатоличка црква
- Налазиште средњовековне цркве
- Насељска капела